# Demokratie von Corinthians
Die Demokratie von Corinthians (deutsch für Democracia Corinthiana) war eine in den 1980er Jahren aufkommende Bewegung in der Mannschaft des brasilianischen Fußballklubs Corinthians São Paulo. Sie wurde von einer Gruppe politisch aktiver Spieler wie Sócrates, Wladimir, Casagrande und Zenon angeführt und stellte die größte ideologische Bewegung der Geschichte des brasilianischen Fußballs dar.
In jener Periode der Vereinsgeschichte wurden wichtige Entscheidungen, etwa Spielerverpflichtungen, Versammlungsregeln u. a. durch Abstimmung getroffen, wodurch sich eine Art Selbstverwaltung ergab.

## Geschichte

### Anfänge

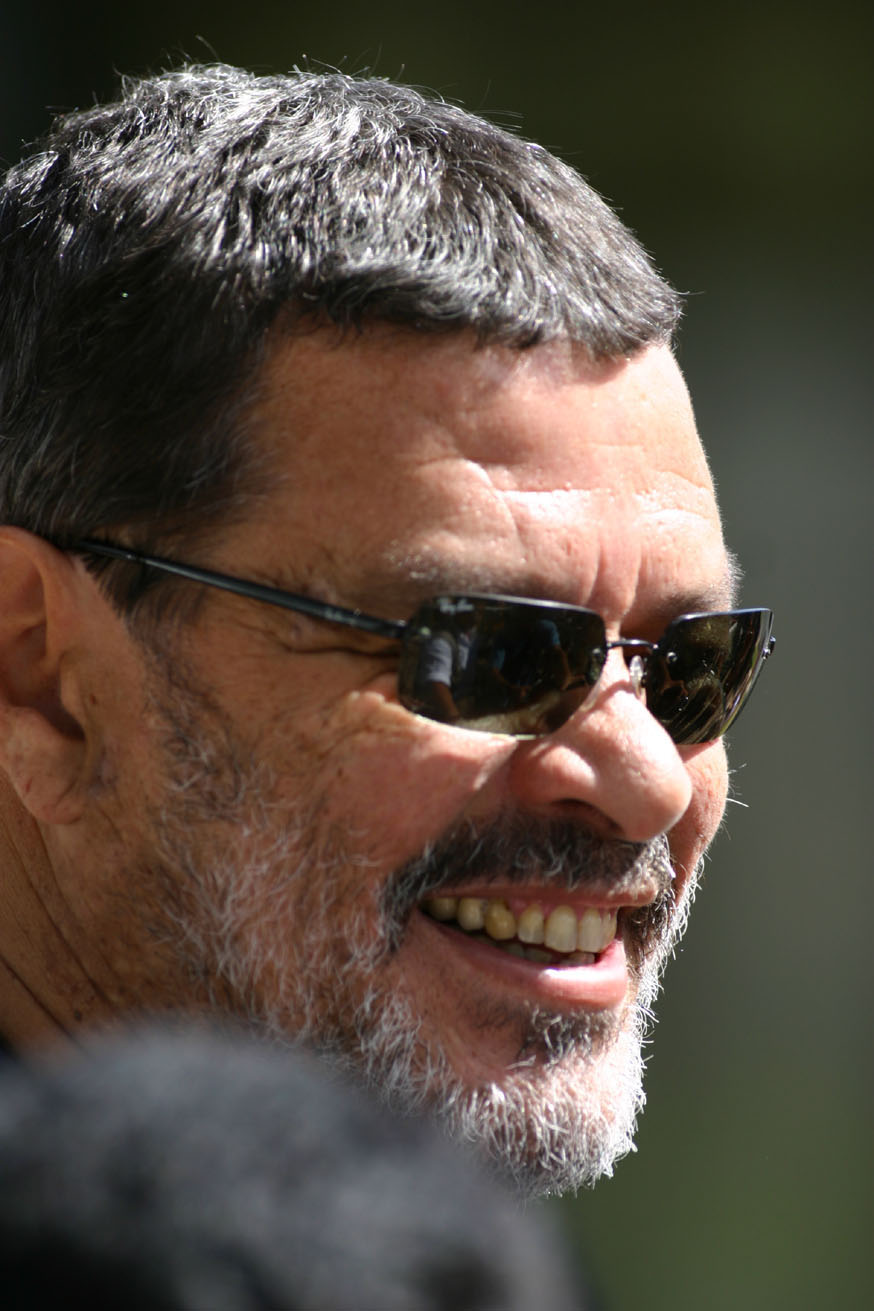
Sócrates, eines der größten Idole in der Geschichte von Corinthians und Urheber der Democracia Corinthiana

1981 hatte Corinthians eine sehr schwache Saison in Brasiliens erster Liga und in der Staatsmeisterschaft von São Paulo hinter sich. Als im April 1982 die Präsidentschaft Vicente Matheus’ endete, wurde Waldemar Pires zum Nachfolger an der Vereinsspitze gewählt. Pires bestimmte als Sportdirektor den Soziologen Adilson Monteiro Alves, der den Spielern Gehör schenkte. In Verbindung mit politisch interessierten Fußballern wie Sócrates und Wladimir begann so die Umwälzung innerhalb des Klubs.

### Die Demokratie
Von da an wurde ein System der Selbstverwaltung installiert, in dem Spieler, sportliche Leitung und Direktorium wichtige Entscheidungen wie Neuverpflichtungen, Entlassungen, Aufstellungen oder Versammlungsort durch Votum trafen. Ein wichtiger Aspekt war, dass jede Stimme eines Spielers, Trainers oder Funktionärs gleich gewichtet war.
Corinthians war der erste brasilianische Verein mit Trikotwerbung. Auf Initiative des Werbetexters Washington Olivetto (Erfinder des Ausdrucks Democracia Corinthiana) brachte der Verein auf den Trikots politische Botschaften an, etwa Diretas já („Direktwahlen jetzt“) oder Eu quero votar para presidente („Ich will den Präsidenten wählen“). Das Motto des Vereins war Ganhar ou perder, mas sempre com democracia (portugiesisch „Siegen oder verlieren, aber stets mit Demokratie“). In Brasilien herrschte zu dieser Zeit eine Militärdiktatur, so dass das Engagement von Corinthians eine besondere Brisanz bekam. Gleichzeitig fingen die sozialen Bewegungen an, wieder für die Etablierung einer Demokratie aktiv zu werden. Das beunruhigte Militär bat den Verein deshalb durch den Brigadegeneral Jerônimo Bastos um Mäßigung.
Das revolutionäre Vorgehen trug Früchte. Die Mannschaft erreichte das Halbfinale der brasilianischen Meisterrunde jenes Jahres und gewann die Staatsmeisterschaft 1982 und 1983. Zudem tilgte Corinthians während der Selbstverwaltungsphase all seine Verbindlichkeiten und erwirtschaftete in der nächsten Spielzeit sogar einen Gewinn von umgerechnet drei Millionen US-Dollar.

### Das Ende
Ab 1984 wurde erwogen, den Clube dos 13 zu gründen, in den man nur durch den Präsidenten aufgenommen werden konnte. Dazu erspielte die Mannschaft schlechte Ergebnisse in den Spielzeiten 1984 und 1985 und insbesondere Vereine mit klassischer Leitung wie Flamengo setzten sich in der nationalen Meisterschaft an die Spitze.
1984 wechselte Sócrates zum AC Florenz nach Italien. Zuvor hatte er erklärt, er wolle bei Corinthians bleiben, wenn die Emenda Constitucional Dante de Oliveira verabschiedet würde, die eine Direktwahl des brasilianischen Präsidenten ermöglicht hätte. Die Verfassungsänderung war jedoch im Parlament gescheitert. 1985 kam es zu den ersten freien Parlamentswahlen in Brasilien, die das Ende der Militärdiktatur markierten. Damit verlor die Democracia an Bedeutung.
Kurz darauf verankerte sich aus Europa kommend außerdem der Fußball moderner (Vereins-)Prägung, wobei er Privatmittel und -verwaltung mit über den Atlantik brachte. Wünsche nach einer Rückkehr zur Bewegung wurden zwar artikuliert, verhallten aber angesichts der nun vorherrschenden internationalen Einflusskräfte von FIFA und UEFA mit Blick auf die WM 1990.

## TV-Dokumentation
2011 wurde die Dokumentation Ser Campeão é Detalhe – Democracia Corinthiana (frei: „Siegen ist nebensächlich – Democracia Corinthiana“) uraufgeführt, die sich mit der Bewegung beschäftigt und zahlreiche Kommentare Beteiligter enthält, darunter von Sócrates, dem der Film gewidmet und dem bei dieser Gelegenheit eine Ehrung zuteilwurde.
Sócrates und die Democracia Corinthiana waren eines der Themen einer von Éric Cantona moderierten Filmdokumentation von 2012 mit dem Namen „Rebellen am Ball“.

## Kritik
Trotz aller Verehrung seitens der Medien und des Großteils der Fußballanhänger wurde die Bewegung auch von Sportlern wie den Torwarten Emerson Leão und Rafael Cammarota kritisiert:

“De democracia não tinha nada. Era um movimento bom para os que comandavam, mas os outros só batiam palma. A Democracia Corintiana tinha os quatro traíras: Sócrates, Wladimir e Casagrande, que era bocudo, além do Adilson Monteiro Alves.”

„Von Demokratie hatte das nichts. Es half denen, die die Anführer waren, aber die anderen klatschten nur die Hände. Die Democracia Corinthiana hatte die vier Falschspieler: Sócrates, Wladimir und Casagrande, der ein Schwätzer war, außerdem Adilson Monteiro Alves.“